# 廃貴人趙氏
廃貴人 趙氏（はいきじん ちょし、ペクイン チョシ、 폐귀인조씨、生年不詳 - 1652年1月24日（陰暦1651年12月14日）） は、李氏朝鮮の第16代国王仁祖の側室。本貫は淳昌趙氏。

## 生涯
生年は詳しく分からないが、趙琦の庶女として誕生し、1630年頃に女官となった。これも詳しい時期は不明だが、仁祖の側室となる。淑媛の身分から始まり、1638年に昭媛、1640年に昭容、1645年に昭儀を経て、1649年に貴人の位に封じられた。仁祖との間には崇善君、楽善君、孝明翁主ら2男1女を儲けた。
1652年に、第17代国王孝宗、仁祖の継妃である荘烈王后、王妃の姪で崇善君の妻である申氏を、姻族関係に当たる金自點らと共に呪詛したとして、賜薬となり自害させられた。なお、金自点とその孫で娘婿にあたる金世龍も処刑された。

## 人物
仁祖からの寵愛を独占しており、荘烈王后を始めとする他の妃達が寵愛を受けられない程であった。彼女は寵愛されていることを利用し、気に入らない者がいると王の目の前で、貶めようとする等、しばしば謀略を図った。
側室の一人であり、寵愛を受けていた淑媛張氏を特に嫌い、彼女が懐妊した際には毒入りの菓子を食べさせ流産させたという。また、仁祖の長男昭顕世子、その正妃嬪宮姜氏夫妻も嫌っていた。彼らを仁祖の前で貶し、恥をかかせることが多かった。夫妻の死には彼女が関わっていたという。昭顕世子は死の前に、鍼を打っていた。それを務めた主治医李馨益は、貴人趙氏の実家に出入りしていた人物であった。彼女から命を受け、毒鍼を世子に打たせて殺させたという。姜氏に対しては、世子を殺した嫌疑と仁祖までも毒殺したという讒言をし賜薬に追い込んだ。李馨益と実母が不貞関係にあったという噂まで流れたという。
また嫁の申氏も気に入らず、崇善君から遠ざけた。

## 家族
- 父：趙琦（1574年 - 没年不詳。嘉善大夫慶尚右道兵馬節度使）
- 嫡母：貞夫人沈栄慎（1577年 - 没年不詳。沈炘の娘で、父の正妻。子女なし)
- 実母：漢玉（生年不詳 - 1652年。父の側室であった。)

- 夫：仁祖
- 長女：孝明翁主（1637年 - 1700年）
  - 婿：洛城尉 金世龍（生年不詳 - 1651年）
- 長男：崇善君（1639年 - 1690年。名は澂）
  - 嫁：永豊郡夫人 申氏（1639年 - 1692年。母は荘烈王后の姉）
    - 孫：東平君（1660年 - 1701年。名は杭）
    - 孫：東城都正（名は棡）
    - 孫娘：尹世鼎夫人
    - 孫娘：尹廷虎夫人
    - 孫娘：安壽鼎夫人
    - 孫娘：趙鳴鳳夫人
- 次男：楽善君（1641年 - 1695年。名は潚）
  - 嫁：東原君夫人 金氏
    - 養孫：臨陽君 (1656年-1715年。名は桓)　宣祖の9男 慶昌君の曾孫にあたる。

## 登場する作品
- 大命（1981年、韓国KBSのテレビドラマ。演：クォン・ギソン）
- 馬医（2012年、韓国MBCのテレビドラマ。演：ソ・ヒョンジン）
- 花たちの戦い 宮廷残酷史（2013年、JTBC制作のテレビドラマ。演：キム・ヒョンジュ、イ・チェミ（幼少期。なお、娘の孝明翁主も演じた））
- 華政（2015年、韓国MBCのテレビドラマ。演：キム・ミンソ）
- 恋人（2023年、韓国MBCのテレビドラマ。演：ソ・ユジン）